# Призрачни жаби
Призрачните жаби (Heleophrynidae) са семейство земноводни от разред Безопашати земноводни (Anura).
Таксонът е описан за пръв път от американския зоолог Гладуин Кингсли Нобъл през 1931 година.

## Родове
- Hadromophryne – Наталски жаби призраци
- Heleophryne – Същински призрачни жаби